# Quatro Policiais

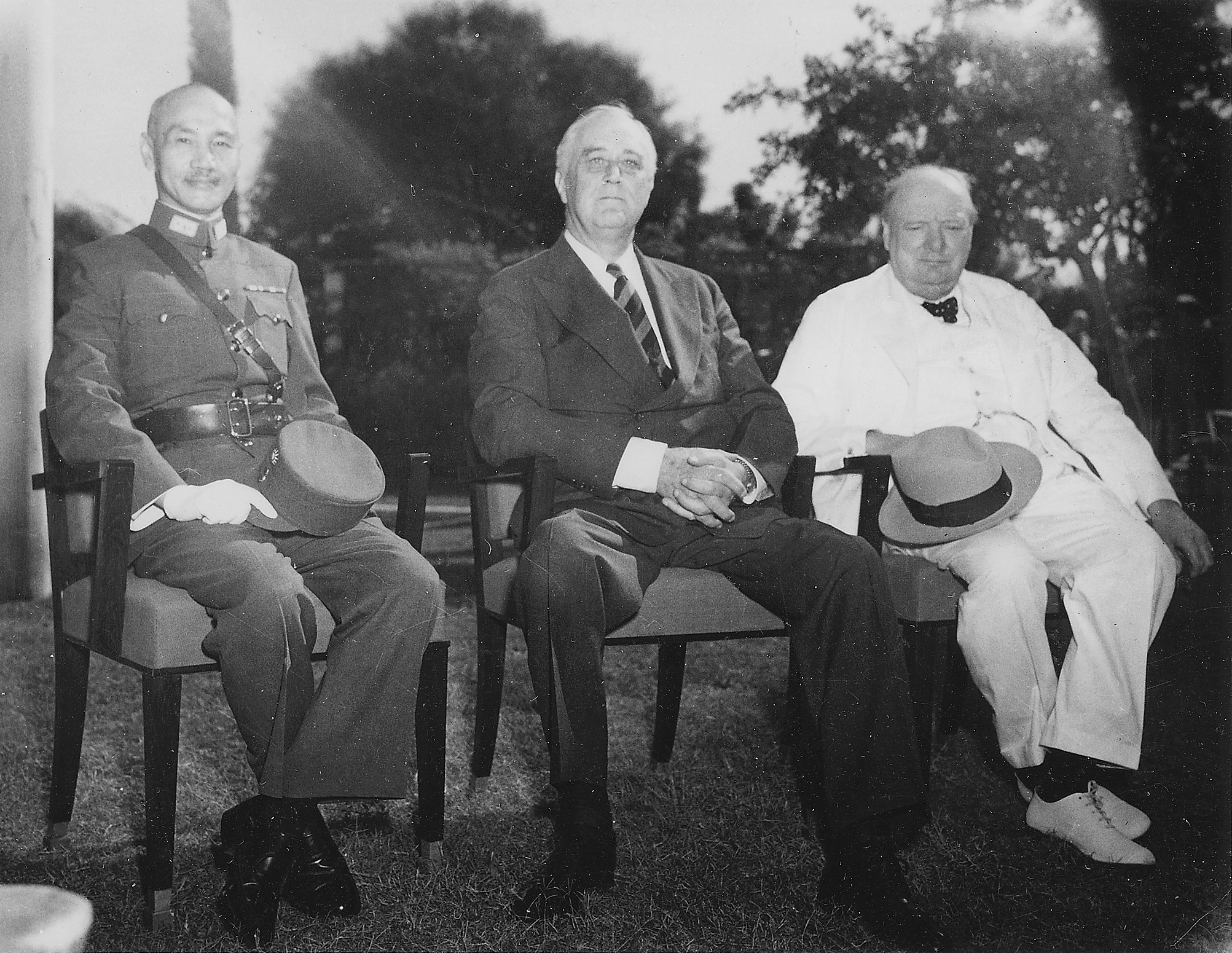
Chiang Kai-shek, Franklin D. Roosevelt e Winston Churchill reunidos no Cairo, em 1943, durante Segunda Guerra Mundial.

O termo Quatro Policiais refere-se a um conselho pós-guerra composto pelos chamados Quatro Grandes e proposto pelo então Presidente dos Estados Unidos, Franklin D. Roosevelt, como uma garantia para a paz mundial. Os membros do "Big Four", chamado de as Quatro Potências durante Segunda Guerra Mundial, eram os quatro grandes Aliados: os Estados Unidos, o Reino Unido, a União Soviética e a República da China. As Nações Unidas imaginada por Roosevelt consistia em três ramos: um executivo, que compreenderia os Quatro Grandes, um ramo de aplicação da lei, composto por quatro grandes potências que agiriam como os Quatro Policiais ou Quatro Xerifes do planeta, e uma assembleia internacional, que representaria todos os países membros da ONU.
Os Quatro Policiais seriam os responsáveis por manter a ordem dentro de suas esferas de influência: o Reino Unido em seu império e na Europa Ocidental; a União Soviética no Leste da Europa e no centro da Eurásia; a China na Ásia Oriental e Pacífico Ocidental; e os Estados Unidos no hemisfério ocidental. Como medida preventiva contra novas guerras, outros países que não fossem os "Quatro Grandes" seriam desarmados. Apenas os Quatro Policiais seriam autorizados a possuir armas mais poderosas do que um rifle. Os Quatro Policiais são o esboço do que se tornariam os membros permanentes do Conselho de Segurança das Nações Unidas, mas os seus poderes foram significativamente diminuídos depois de um compromisso com críticos internacionalistas. A França foi adicionada mais tarde como o quinto membro permanente do conselho, devido à insistência de Churchill.